# Cù lét

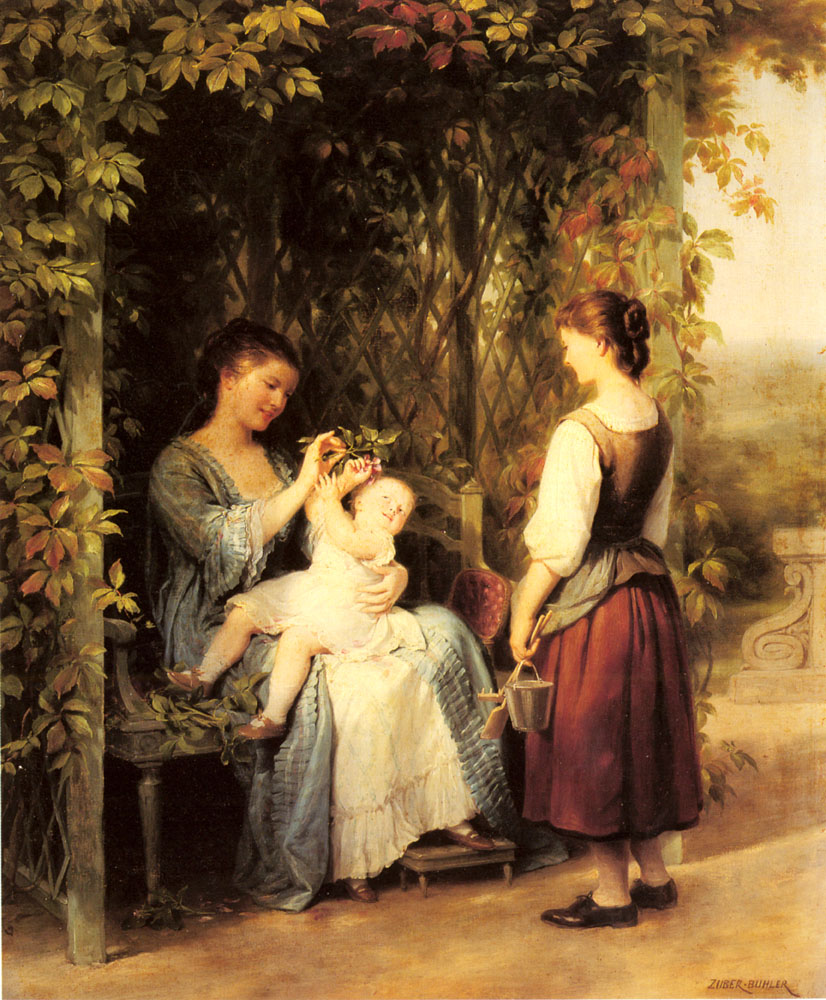
Bức tranh Tickling The Baby (tạm dịch: Cù em bé) của Fritz Zuber-Buhler

Cù lét hay thọc lét (tiếng Anh: tickle) là việc chạm vào một bộ phận cơ thể nhạy cảm (như nách, eo, gan bàn chân) để làm nhột hoặc gây cười.
Phản ứng của hầu hết người bị cù đó là co rúm mình lại và cười do nhột. Nhột là một phản xạ tự nhiên, phản ánh quá trình tiến hóa của loài người. Máu buồn là phản xạ phòng thủ đáp lại những tác nhân từ bên ngoài. Cơ thể, nhất là các vùng nhạy cảm có nhiều dây thần kinh tập trung, khi bị cù lét sẽ gây ra hiện tượng "buồn" hay "nhột".
Não có các cơ chế khác nhau đối với các loại cù. Nếu bị người khác cù một cách bất ngờ thì ta sẽ thấy nhột và cười. Nhưng nếu tự cù chính mình thì tính bất ngờ không còn, não đã dự định được trước khả năng nhột và thậm chí còn chỉ huy vị trí cù. Chính vì vậy, tự cù thường sẽ không gây nhột.
Giáo sư, nhà thần kinh học David J. Linden tại Đại học Johns Hopkins School of Medicine cho biết nhột hay "máu buồn" không có dấu hiệu di truyền mà bởi hoàn cảnh bên ngoài tác động. Nhột cũng liên quan đến tâm trạng, khi vui con người dễ nhột hơn là khi buồn. Ví dụ, khi xem phim hài, não trở nên hưng phấn thì cù nhẹ cũng có thể gây cười. Ngược lại, nếu rơi vào hoàn cảnh khó khăn, nguy hiểm tính mạng hay gặp chuyện buồn thì cù lét ít tạo cảm giác nhột hơn.